# セッパリイルカ
セッパリイルカ（背張海豚、Cephalorhynchus hectori）はクジラ目ハクジラ亜目マイルカ科イロワケイルカ属に属するイルカである。

## 分類
ニュージーランドオウギハクジラと同様に、種小名の「hectori」および英名の「Hector's Dolphin（ヘクターのイルカ）」は、ニュージーランド国立博物館テ・パパ・トンガレワの創始者でもあるジェームズ・ヘクター卿（英語版）に由来している。
マウイイルカ（Cephalorhynchus hectori maui）はセッパリイルカの亜種であり、ニュージーランド北島の北西の沖に棲息する。推定生息数が50頭前後と海獣の中では最も絶滅の危機にさらされている一種であり、近絶滅種に指定されている。
- セッパリイルカ
- マウイイルカ（英語版）

## 形態

ヒトと比較した大きさ

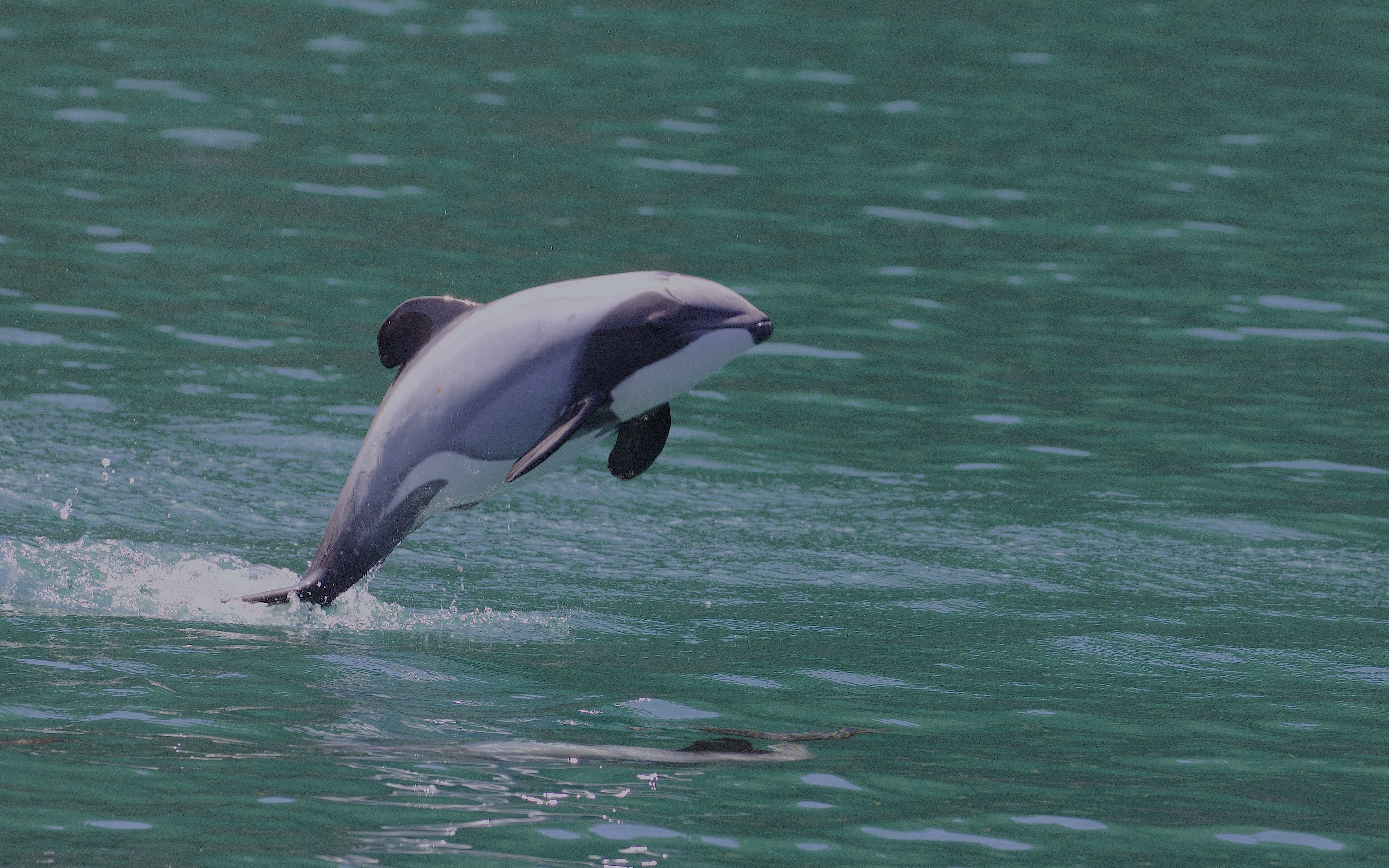
ジャンプする個体。

イロワケイルカ属の中では最も良く知られている。ハクジラ類でありながらオスよりもメスの方が大きくなるという特徴を持ち、オスは最大で体長1.46メートル、メスは最大で1.63メートル、生まれたばかりの子供は0.7メートル前後である。体重は最大で57キログラムほど。
クジラ目の中では最も小さな部類に属し、その小ささと特徴的な模様や背びれの形状から、『指輪物語』に因んだ「ホビット・ドルフィン」や「ミッキーマウス・ドルフィン」、「White-headed Dolphin」と呼ばれる場合もある。
シルエットはネズミイルカに似る。口吻は短いが幅広であり、メロンの突出の無い。背びれの形状は後方が丸く、特徴的。尾びれは大きく先端は尖っており、後端は凹形、中央に僅かな切れ込みがある。
ほぼ全身が淡い灰色に見えるが、近くで詳細に観察すると様々な色が入り組んだ模様であることがわかる。
額は灰色であり、黒い線状の模様がある。口吻の先端は黒である。喉と胸は白い。目から胸びれにかけて濃い灰色の模様があり、胸びれも濃い灰色である。
腹は白く、背びれ近くの側面には帯状の模様がある。背と側面は口吻よりも明るい灰色である。胴の尾側は細い。産まれた直後の体重は9キログラム程度であるが、成長すると40から60キログラムに達する。寿命は20年程度である。

## 行動

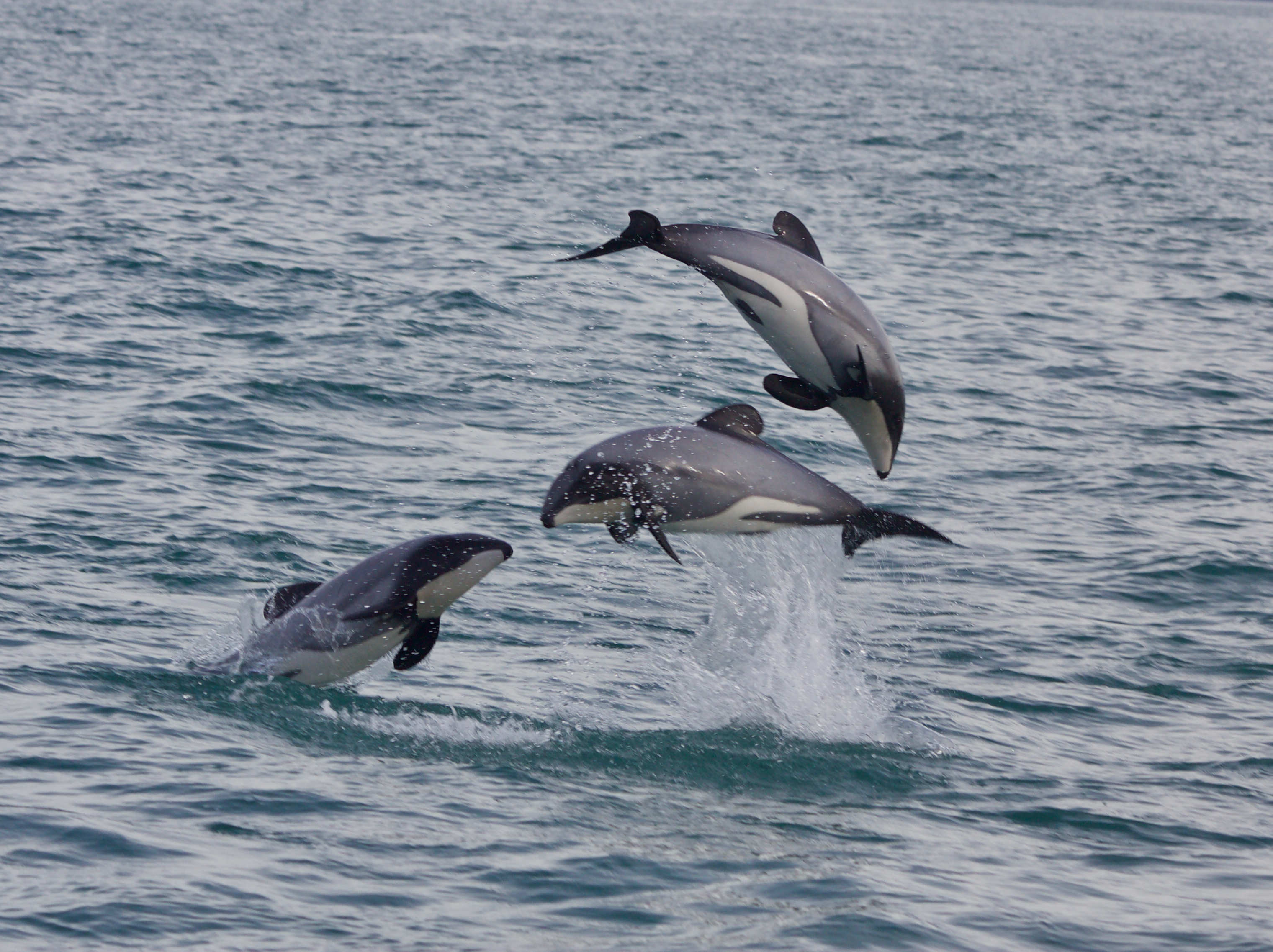
集団でのジャンプ。

セッパリイルカは通常は2頭から8頭程度の群れ（ポッド）を形成して行動するが、50頭以上の群れが見られる事もある。
活発に行動し、船首波に乗ったり、海草で遊んだりする。海面で跳躍して、身体の側面から着水し、大きな水しぶきを上げることもある。
主な餌は小魚やイカなどである。
天敵としては人間の他に、サメやシャチに捕食されることがある。

## 分布
セッパリイルカおよびマウイイルカはニュージーランド近海に固有の種である。
ニュージーランドの本土には、マウイイルカも含めて大別すると4つのグループとその他の小グループが点在している。セッパリイルカは主に南島の東西の沿岸二つに別れて分布していることが知られている。北側はクック海峡、南側は南島の南西部の深い海域によって2つに別けられていると考えられている。通常は水深が100メートル未満の沿岸や近海を利用し、夏には海岸から10キロメートル以内の近海で観られる。冬には若干海岸から離れるようである。深い海域を泳ぐのを好まないか、あるいは深い海域では泳ぐことができないようである。
オーストラリアやマレーシアでの目撃例が報告されたことがあるが、全て誤認であった。

## 保護

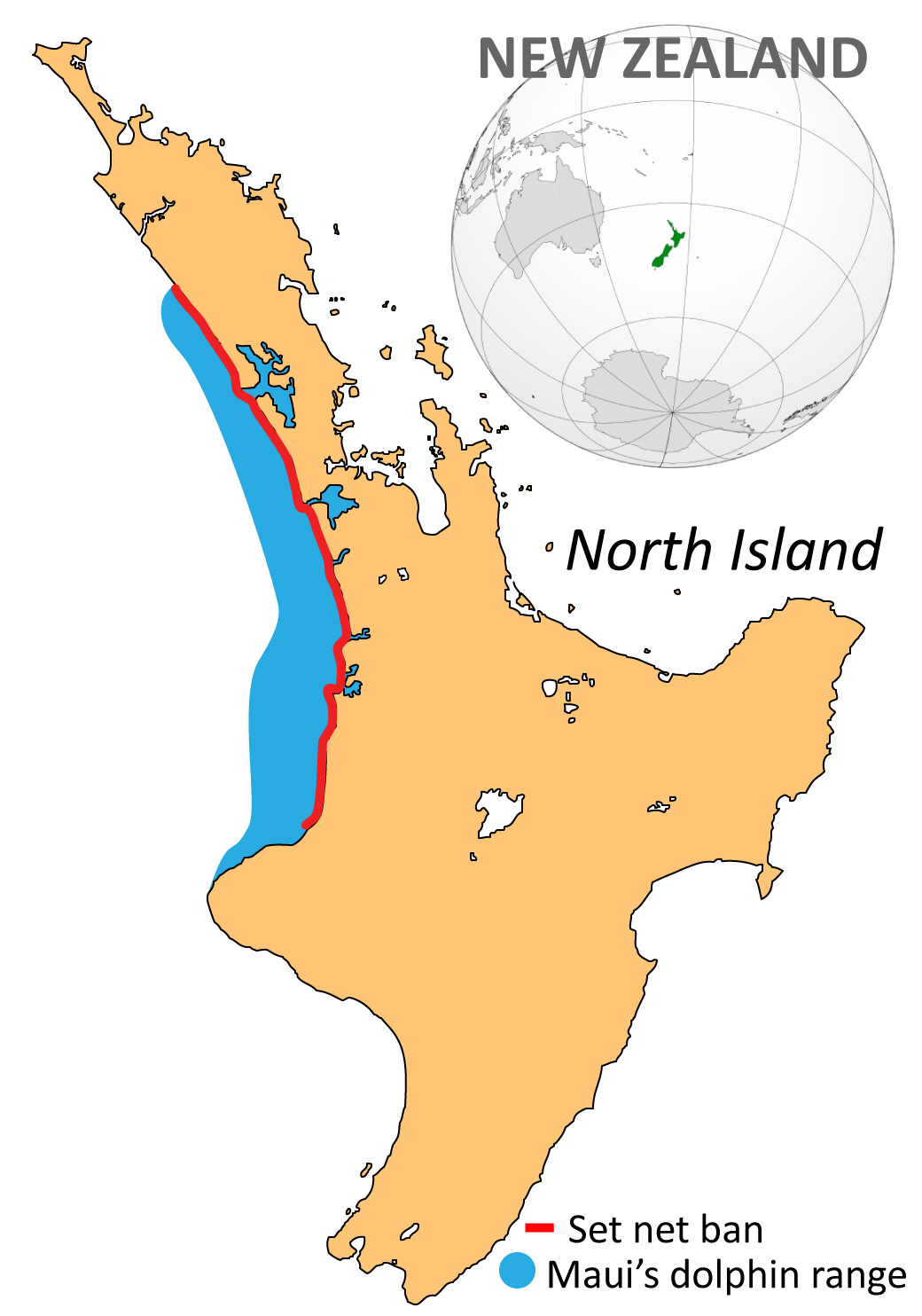
マウイイルカの分布と刺し網漁の禁止区域。

1970年代には推定3万頭が生息していたが、近年の推定（セッパリイルカ）は7,200頭ほどだとされる。マウイイルカは近絶滅種であり、成熟個体は推定50頭、その中で繁殖可能なメスは15頭ほどしか生存していないとされている。
セッパリイルカとマウイイルカにとって、刺し網や定置網やトローリングによる混獲は非常に重大な脅威である。
1970年以降で、刺し網が原因で生息数が半減したと見積もられている。1988年にバンクス半島の周辺で刺し網漁を禁止する保護区が設けられ、特にアカロアはイルカウォッチングで知られている。これにより生息数の減少には歯止めがかかったが、生息数の増加にまでは至っていない。他の脅威、例えば船舶のスクリューとの衝突などが、生息数が安定しない原因であろう。
2004年3月、ニュージーランドの ニュージーランド自然保護局は3頭のセッパリイルカに無線タグを付けて、人工衛星で追跡するシステムの試験を始めた。セッパリイルカの行動を追跡することに成功すれば、同システムは、より絶滅の危機に瀕しているマウイイルカの追跡に拡張・応用される可能性がある。